# Analógia (jog)
Az analógia fogalmát a jog (a jogelmélet) főként az egyik jogértelmezési módszer  megjelölésére használja. A fogalom meghatározására számos nézet van.
Az analógia mint módszer segítségével hasonló tényállásokból, hasonló jogszabályi rendelkezésekből, hasonló jogintézményekből illetve jogalkalmazási gyakorlatból vonnak le következtetéseket az alkalmazandó rendelkezésre alapul vehető tényállásra vagy egyéb körülményre vonatkozóan.
 A magánjogban az analógia  alapján való jogalkalmazás elég gyakori, a büntetőjogban azonban kevésbé nyerhet alkalmazást, mert itt az a szabály irányadó, hogy csak az a cselekmény büntethető, amelyet a törvény büntetendő cselekménynek nyilvánít (nulla poena sine lege). A bíró tehát analógia alapján nem szabhat ki büntetést oly cselekmény miatt, amely  a törvényben nincs kifejezetten bűncselekményként (bűntett vagy vétség)  meghatározva.

## Fajtái
A törvényi analógia (analogia legis) egy konkrét jogszabályi rendelkezés alkalmazására irányul.
Ha a hiányzó szabályt hasonló jogviszonyra alkotott törvényből veszik, akkor törvényből merített analógiáról beszélünk.
A jogi analógia (analogia juris) a jogrendszer vagy a jogintézmény egészéből, rendszeréből, szelleméből levont következtetés, amely konkrét joghézag megoldására irányul. Ha a szabályozatlanul maradt kérdés eldöntésére nem ilyen konkrét törvény, hanem az egész jogrendben kifejezésre jutó irányeszme (tendencia, intentio) szolgál alapul, akkor a jogból merített "hasonszerűség" (hasonlóság) forog fenn.